# Nemčevec
 Nemčevec falu Horvátországban Kapronca-Kőrös megyében. Közigazgatásilag Gornja Rijekához tartozik.

## Fekvése
Kőröstől 13 km-re északnyugatra, községközpontjától  4 km-re délkeletre fekszik.

## Története
A falunak 1857-ben 135, 1910-ben 186 lakosa volt. A  trianoni békeszerződésig Belovár-Kőrös vármegye Körösi járásához tartozott. 2001-ben 29 lakosa volt.

## Külső hivatkozások
- A község hivatalos oldala
- Gornja Rijeka - nemhivatalos oldal